# Caltrano
Caltrano is een gemeente in de Italiaanse provincie Vicenza (regio Veneto) en telt 2647 inwoners (31-12-2004). De oppervlakte bedraagt 22,7 km², de bevolkingsdichtheid is 117 inwoners per km².
De volgende frazioni maken deel uit van de gemeente: San Donà, Tezze, Camisino.

## Demografie
Caltrano telt ongeveer 1023 huishoudens. Het aantal inwoners steeg in de periode 1991-2001 met 9,3% volgens cijfers uit de tienjaarlijkse volkstellingen van ISTAT.
| Jaar | Inwoneraantal |
| ---- | ------------- |
| 1991 | 2329          |
| 2001 | 2545          |

## Geografie
De gemeente ligt op ongeveer 260 m boven zeeniveau.
Caltrano grenst aan de volgende gemeenten: Asiago, Calvene, Chiuppano, Cogollo del Cengio, Piovene Rocchette, Roana.